# البئرين
البئرين ( جتال قيو - قيسم )   قرية سوريّة تتبع إداريّاً لمحافظة حلب منطقة عفرين ناحية راجو، بلغ تعداد سكانها ٦٣٠  نسمة اغلب سكانها أكراد من عدة عائلات ( عائلة قوسم - عائلة ديكو ...... )  حسب التعداد السكاني لعام 2024.